# Winter Ballades
Singles de Nami Tamaki
Brightdown
(2007) Give Me Up
(2009)
Winter Ballades est le 15e single de Nami Tamaki sorti sous le label Sony Music Entertainment Japan le 26 décembre 2007 au Japon. Il atteint la 19e place du classement de l'Oricon, et reste classé pendant 4 semaines. Il sort en format CD et CD+DVD. C'est son dernier single sous le label Sony Music Entertainment Japan.
Winter Fall est une reprise de L'Arc-en-Ciel. Promise se trouve sur l'album Don't Stay et sur l'album remix Reproduct Best.

## Liste des titres
| 1. | Promise                | Sumiyo Mutsumi, Hiro Yamaguchi | Hiro Yamaguchi, Masaki Iehara | 4:29 |
| 2. | Christmas Time         | Nami Tamaki                    | Shusui, Tony Nilson           | 4:59 |
| 3. | Winter Fall            | Hyde                           | Tōru Watanabe, Ken            | 5:29 |
| 4. | Promise (Instrumental) | Sumiyo Mutsumi, Hiro Yamaguchi | Hiro Yamaguchi, Masaki Iehara | 4:26 |

| 1. | Promise |  |